# Andrea Brachfeld
Andrea Brachfeld (* 3. Mai 1954 in Utica (New York)) ist eine amerikanische Jazzmusikerin (Flöten, Komposition).

## Leben und Wirken
Brachfeld begann im Alter von sechs Jahren Klavier und mit zehn Jahren Flöte zu spielen. Zwischen 1969 und 1972 absolvierte sie die High School of Music & Art in Manhattan, wo sie mit Noel Pointer und Nat Adderley spielte; zusätzlich besuchte sie die Jazzmobile-Workshops, wo Jimmy Heath einer ihrer Flötenlehrer war. Mit 16 Jahren gab sie erste Jazzkonzerte. Anschließend studierte sie Flöte an der Manhattan School of Music bei Harold Bennett und Andrew Loyla. Zusätzlich nahm sie privat Stunden bei Hubert Laws, Eddie Daniels, George Coleman, aber auch bei dem Dolphy-Schüler Lloyd McNeill.
1974 begann sie, in Tipica New York, einer Charanga-Band, und weiteren Latin-Bands wie dem Benito Sextet, Tipica Ideal und Joe Quijana zu arbeiten; sie trat auch mit Tito Puente, Ray Barretto und Machito auf. 1976 veröffentlichte Brachfeld mit der Band Charanga '76 das gleichnamige Album, dann auch das Folgealbum  Encore (Charanga ’76 in 77) und wurde als erste Frau, die in einer Charanga-Band in den Vereinigten Staaten Flöte spielte, bekannt.
Brachfeld nahm 1978 ihr erstes Album, Andrea auf, für das sie mit John Andrews viele Songs komponierte. Ein Jahr später ging sie auf Einladung von Renato Capriles nach Venezuela an, wo sie eine Band gründete, mit der sie auch als Vorgruppe für Gary Burton, Chick Corea oder Paco de Lucia auftrat. Zwischen 1981, als Brachfeld nach New York zurückkehrte, und Ende der 1990er Jahre unterbrach sie ihre Karriere, um ihre Tochter großzuziehen.
1998 wandte sie sich an ihren Studienkollegen Dave Valentin, um diesem eigene Kompositionen anzubieten. Er schlug ihr vor, damit doch besser ein eigenes Album zu machen und die Karriere wieder aufzunehmen; 2001 erschien dieses Album Remembered Dreams (im Trio mit Bassist Lincoln Goines und Schlagzeuger Kim Plainfield). Weitere Alben wie das gemeinsam mit dem Perkussionisten Chembo Corniel verantwortete Beyond Standards (2006, mit Hilton Ruiz und Steve Turre) oder Into the World: A Musical Offering (2008, Shaneye) folgten. Hubert Laws lud sie als Gast zu einem gemeinsamen Auftritt beim Cape May Jazz Festival ein.
Eine Erkrankung an fokaler Dystonie konnte sie selbst durch ein Neuerlernen der Griffmotorik heilen; unter dem Namen Kala Devi nahm sie das Album Songs from the Divine: Spiritual Flute Music for Yoga and Meditation (2009, Shaneye) auf. 2014 legte sie das Bop-orientierte Album Lady of the Island (2014, ZOHO Music) vor, an dem Bill O’Connell, Wycliffe Gordon und Wallace Roney beteiligt waren. An ihrem Album Lotus Blossom (2015, Jazzheads) waren O’Connell, Rufus Reid, Winard Harper sowie bei einem Titel die Sängerin Nancy Harms beteiligt. Auf Brazilian Whispers beschäftigte sie sich mit brasilianischer Musik.
Brachfeld gehörte auch zu Roneys Universe Orchestra, zur Ali Ryerson Jazz Flute Big Band und wirkte auf Santi Debrianos Album Flash of the Spirit mit. Mehrfach trat sie beim Havanna Jazz Festival auf.

## Preise und Auszeichnungen
Brachfeld erhielt 1974 den Louis-Armstrong-Preis von Jazz Interactions als herausragende Jazz-Studentin. 2015 wurde sie vom Hot House Magazine als beste Flötistin des Jazz gefeiert. Sie erhielt auch den Chico O’Farrill Lifetime Achievement Award von Latin Jazz USA.

## Diskographische Hinweise
- Back with Sweet Passion (Latin Cool, 2003)
- Andrea Brachfeld & Chembo Corniel: Beyond Standards (Consolidated Artists, 2006)
- Into the World: A Musical Offering (Shaneye, 2008)
- Lady of the Island (Zoho, 2012)
- Lotus Blossom (Jazzheads, 2015)
- If Not Now, When? (Jazzheads, 2018)[4]
- Brazilian Whispers (Origin, 2020, mit Bill O’Connell,  Roni Ben-Hur, Harvie S, Lincoln Goines, Jason Tiemann, T. Portinho, Chembo Corniel)[3]